# Give Me an Inch
«Give Me an Inch» es una canción del cantante británico de rock Robert Palmer, publicada como sencillo en 1976 por Island Records e incluida como la pista inicial de su segundo álbum de estudio Pressure Drop (1975). Escrita por el propio cantante y producida por Steve Smith, en el mismo año ingresó en las listas estadounidenses Bubbling Under Hot 100 Singles de Billboard (puesto 6) y Top 100 Singles de Cashbox (posición 88).

## Comentarios de la crítica
Recibió críticas favorables por parte de la prensa especializada, por ejemplo, la revista Billboard la consideró una de las mejores canciones del disco Pressure Drop. Por su parte, en la revisión realizada por Cashbox se mencionó que posee «una letra fina y una producción hirviente llena de cuerdas altísimas, una batería firme y un bajo sensual, flautas de fondo. La voz de Palmer personifica la historia que da a entender que está listo para el amor que finalmente se cruzó en su camino». Por su parte, Record World destacó la ágil sección de cuerdas de Gene Page, porque refuerza la voz fresca de Palmer. David Jeffries, deL sitio web AllMusic, comentó que todas las canciones lentas de Pressure Drop estaban bien escritas y eran convincentes, sobre todo «Give Me an Inch».

## Versión de Iain Matthews
En 1978, el cantante británico Iain Matthews grabó una versión para su álbum Stealin' Home. Publicado como sencillo en 1979, alcanzó el puesto 67 en el Billboard Hot 100 de los Estados Unidos. En 2014 en una entrevista con HuffPost se le consultó por qué decidió grabar esta canción, a lo que Matthews respondió: «Yo era un fanático de Robert. Lo conocí cuando vivía en Inglaterra y seguí su desarrollo musical. Escuché la canción y quise interpretarla».

## Posicionamiento en listas musicales
| País           | Lista (1976)                   | Posición |
| -------------- | ------------------------------ | -------- |
| Estados Unidos | Bubbling Under Hot 100 Singles | 6        |
| Estados Unidos | Cashbox Top 100 Singles        | 88       |
| País           | Lista (1979)                   | Posición |
| Estados Unidos | Billboard Hot 100              | 67       |